# 中央電力 (1938-1942)
中央電力株式会社（ちゅうおうでんりょく かぶしきがいしゃ）は、昭和戦前期に存在した日本の電力会社である。愛知・静岡・長野3県にまたがる三遠南信地方の山間部を供給区域とした。
電気事業に対する国家統制が強まる中、1938年（昭和13年）に電力会社3社の合併により発足。三遠南信山間部の事業統制と発電所建設を進めたが、1942年（昭和17年）に電力国家管理政策によって設備を手放し解散したため、存在した期間は3年半余りと短期間である。
本項目では、中央電力に合流した電力会社、三河水力電気株式会社（みかわすいりょくでんき）・南信電気株式会社（なんしんでんき）・中央水力株式会社（ちゅうおうすいりょく）の3社についても記述する。

## 概要
中央電力株式会社は、1938年（昭和13年）8月から1942年（昭和17年）4月にかけて存在した、愛知・静岡・長野3県にまたがる三遠南信地方の山間部を供給区域とした電力会社である。管内の主な町に愛知県南設楽郡新城町（現・新城市）がある。本社は供給区域外の愛知県名古屋市に構えた。
1930年代半ばから進んだ電気事業に対する国家統制強化の流れの中、当時の逓信省が推進した配電事業整理の方針に従う形で発足した。設立は新設合併形式によるもので、三遠にまたがる供給区域を持った三河水力電気株式会社、南信地方の南信電気株式会社、発電会社の中央水力株式会社が元になっている。前身3社のうち三河水力電気は中京地方の中核事業者東邦電力の傍系会社として1924年（大正13年）11月に設立。当初は矢作川での発電所建設のみを目的としていたが、1928年（昭和3年）に新城の東三電気を合併して供給事業も持った。南信電気は山間部に散在する中小事業者の一つで、1920年（大正9年）4月に設立、1922年（大正11年）に開業した。残る中央水力は東邦電力や三河水力電気などの出資で1935年（昭和10年）12月に設立され、天竜川水系での発電所建設を計画していた。
発足後も中央電力は配電事業整理の国策に従い1939年（昭和14年）にかけて隣接する小規模電気事業者を統合。さらに天竜川水系での発電所建設を進めて東邦電力に対する電力供給を強化した。しかし国家統制の深度化によって東邦電力など他の電気事業者とともに解体されることとなり、発電所5か所と一部送電線を1941年（昭和16年）10月と1942年4月の2度に分けて発送電事業を担う国策会社日本発送電へ、残部を1942年4月中部地方の配電事業を一手に担う国策会社中部配電（中部電力の母体）へとそれぞれ出資し、会社自体は解散した。

## 前身会社の沿革
以下、中央電力の沿革を記述するのに先立ち、前身会社3社、三河水力電気・南信電気・中央水力について記述する。

### 三河水力電気の展開

#### 会社設立
中央電力の設立に参加した3つの電力会社のうち、最も規模の大きかったものは三河水力電気株式会社である。同社は1924年（大正13年）11月24日に設立された。起業目的は愛知県を流れる矢作川での発電所建設と早川電力（後の東京電力）に対する電力供給である。
三河水力電気は設立時、早川電力とその関係者が株式の大部分を保有していた。この早川電力は元来山梨県を流れる富士川水系早川の開発を目的とする会社であったが、1920年に静岡県浜松市を中心に供給区域を持つ日英水電を合併したことで、愛知県を流れる矢作川水系にも発電所を得ていた。また1924年3月に早川電力が中京地方の大手電力会社東邦電力の傘下に入っていたことから、三河水力電気は東邦電力の傍系会社でもあった。設立時の資本金は100万円。本社は東京市麹町区永楽町1丁目1番地（東邦電力・早川電力本社所在地、現・千代田区丸の内）にあり、初代の代表取締役は東邦電力副社長・早川電力社長の松永安左エ門が兼ねた。
1927年（昭和2年）5月の役員改選に際し、神野金之助と桜木亮三が代表取締役に就任し、神野は社長、桜木は専務にそれぞれ選任された。神野は名古屋の地主・実業家であり、桜木は東邦電力取締役からの転任である。この改選では神野以外にも名古屋の財界人から藍川清成（愛知電気鉄道社長）・伊藤由太郎・高橋彦次郎が取締役に、瀧定助・鈴木摠兵衛が監査役として入った。11月には青木鎌太郎も取締役に加えられている。関係者の一人井上五郎（後の中部電力初代社長）によると、神野・青木ら名古屋の大物財界人が役員に加わったのは、それまで距離があった名古屋財界と東邦電力の間を取り持つ会社を作ろうという狙いからであったという。
役員改選後の1927年11月、三河水力電気は矢作川において越戸発電所を着工した。工事に際し主任技術者には当時東邦電力技師であった井上五郎が任ぜられた。着工直後の12月1日、三河水力電気は本社を東京から事業地に近い愛知県名古屋市へと移転している。

#### 越戸発電所の建設

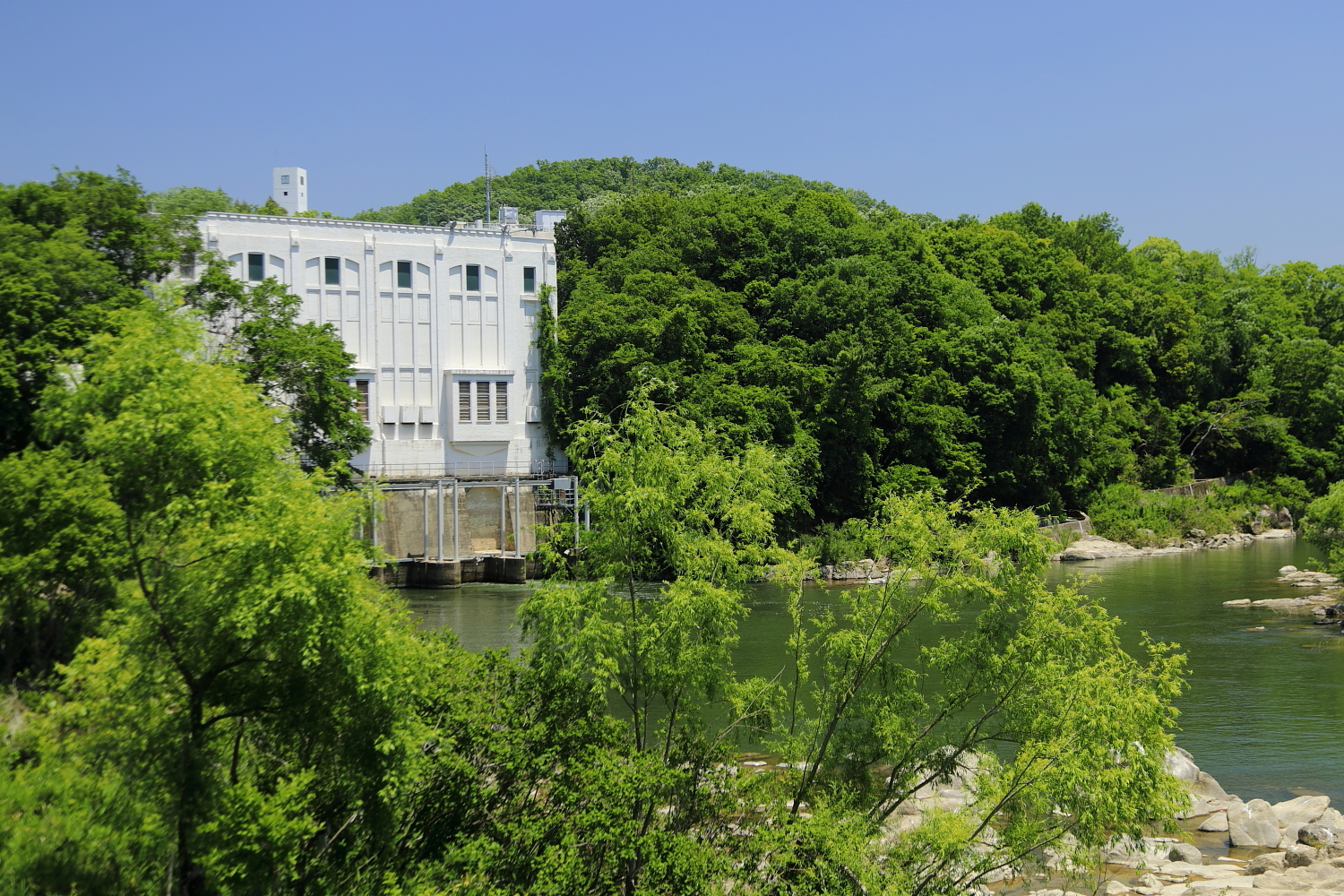
越戸発電所（2019年撮影）

越戸発電所は着工から2年後の1929年（昭和4年）12月1日より運転を開始した。発電所出力は7,500キロワット。発電所は愛知県西加茂郡猿投村大字越戸（現・豊田市）に位置し、矢作川の「勘八峡」をダムで仕切って形成された有効貯水量56万7000立方メートルの調整池を持つ。
取水口と発電所をつなぐ水路の一部は枝下用水の用水路を転用したもので、発電所完成後も発電所直上流の分水点までは用水路と水路を共用する、という特徴がある。またピーク時の電力供給を主とした尖頭負荷発電所として設計されており、調整池により冬季の渇水時でも1日4時間は最大出力での運転が可能とされた。電業社製フランシス水車2基と芝浦製作所製5,000キロボルトアンペア発電機2基を備える。
三河水力電気は早川電力への電力供給を目的に設立されたが、早川電力は着工前の1925年（大正14年）3月に群馬電力と合併して東邦電力の傍系会社東京電力となり、さらに越戸発電所工事中の1928年（昭和3年）4月に競合会社東京電灯へと合併され、すでに姿を消していた。結局越戸発電所の発生電力は東邦電力が受電したが、うち4,600キロワットについては西三河の岡崎電灯（後の中部電力（岡崎））が引き受けることとなった。越戸発電所発生電力の周波数が60ヘルツであるのに対し、岡崎電灯側の周波数が50ヘルツであった点が送電の障害であったが、岡崎電灯が60ヘルツへ順次切り替えるという話がまとまって1930年（昭和5年）3月より岡崎電灯への送電が開始された。

#### 一般供給の推移
越戸発電所建設中にあたる1928年7月23日、三河水力電気は愛知県南設楽郡東郷村（現・新城市）にあった電力会社東三電気を合併した。この東三電気は1917年（大正6年）5月に旧豊橋電気より新城地区の事業を引き継ぎ開業した事業者である。1926年（大正15年）1月に40万円の増資を決議し資本金を70万円とした際に増資新株を東邦電力が引き受けたため、東三電気も同社の傘下にあった。合併に伴う三河水力電気の増資は87万5000円で、合併後の資本金は187万5000円となっている。
1928年の東三電気合併の結果、三河水力電気は南設楽郡新城町（現・新城市）を中心に一部静岡県にもまたがる供給区域を獲得し、一般電気供給事業者となった。合併後は東三電気本社があった東郷村から拠点を新城町内に移し、一般供給業務を担当する新城営業所を構えた。東三電気に続く会社合併は行われていないが、三河水力電気は1935年（昭和10年）9月に187万5000円の増資を決議し、資本金を倍額の375万円とした。経営陣の交代もあり、1932年（昭和7年）5月に藍川清成が社長に就任、次いで1936年（昭和11年）5月には藍川に代わり桜木亮三が専務から社長に昇格した。
中央電力設立直前、1938年4月末時点の一般供給成績は、電灯取付数3万1278灯、電動機台数224台・容量391馬力（約292キロワット）、電熱その他設備容量66キロワット、特約電力61キロワットであった。電灯・電力供給区域は1937年12月末時点で以下の通り。
| 愛知県 | 南設楽郡 | 新城町・千郷村・東郷村・長篠村【一部】・鳳来寺村【一部】・作手村（現・新城市）                       |
| 愛知県 | 宝飯郡   | 一宮村（現・豊川市）                                                                                 |
| 愛知県 | 八名郡   | 金沢村・大和村（現・豊川市）、 賀茂村・石巻村（現・豊橋市）、 八名村・舟着村・山吉田村（現・新城市） |
| 静岡県 | 引佐郡   | 鎮玉村（現・浜松市浜名区）                                                                           |
| 静岡県 | 磐田郡   | 浦川町・佐久間村・山香村（現・浜松市天竜区）                                                         |

### 南信電気の展開
中央電力の前身の一つである南信電気株式会社は、三河水力電気に先駆けて1920年（大正9年）4月28日に設立された。設立にあたったのは長野県下伊那郡の7か村、千代村（現・飯田市）・泰阜村・下條村・富草村（現・阿南町）・大下条村（同）・平岡村（現・天龍村）・豊村（現・売木村・阿南町）の関係者および住民である。設立時の資本金は100万円で、各村住民計3168人から出資を集めた。本社は下伊那郡竜丘村時又（現・飯田市時又）に設置。初代社長には泰阜村長の吉沢亀弥が就任した。
長野県南部の伊那地方では、現在のJR飯田線北部を建設した伊那電気鉄道が電力会社としても勢力を広げ、飯田町（現・飯田市）などで電気の供給にあたっていたものの、天竜川沿い地域では下伊那郡竜江村・下川路村が供給区域の南端であった。同社の事業に触発され、区域外の下伊那郡南部地域では明治末期ごろから天竜川支流の米川に発電所を設ける「米川水力電気」と阿知川に発電所を設ける「下條水力電気」の起業計画が起こった。1916年（大正5年）になり、両計画が合流し「南信電気」を設立する運びとなり事業経営許可の出願がなされる。伊那電気鉄道と出願地域が競合したこともあり、事業許可は4年後の1920年1月7日付となった。当初の供給区域は上記の千代村ほか6村。また南信電気と同時に郡内では三穂村の村営電気事業と和田村の和田水力電気、旦開村（あさげむら）の旦開水力電気も事業許可を得ているが、これらの地域も元は南信電気に参加する予定であった。
会社設立に至った南信電気では、1921年（大正10年）3月より阿知川の下條村側にて発電所工事に着手。この工事中の1922年（大正11年）4月20日、伊那電気鉄道より受電中の工事用電力を一部割いて供給を始めて開業した。次いで同年12月阿知川発電所（出力350キロワット）が完成し、翌1923年（大正12年）1月発電所の使用認可を得ている。開業初年度の配電範囲は供給区域となっている千代村ほか6村であり、取付電灯数は初年度から1万灯を超えた。その後は供給区域の拡大を進め、1924年9月に県境を越えた愛知県北設楽郡富山村（現・豊根村）で、翌1925年（大正14年）3月には下伊那郡神原村（現・天龍村）でそれぞれ配電工事を完了した。また1926年（大正15年）11月には阿知川発電所の増設工事（出力450キロワット増）が完成し、それに伴い伊那電気鉄道に対する常時550キロワットの送電を始めた。
1930年8月、下伊那郡南和田村字万古（現・飯田市南信濃南和田）での配電を開始し、最終的に供給区域は下表の計10村となった。中央電力設立直前、1938年3月末時点における供給成績は電灯需要家4851戸・取付灯数1万5382灯、電力需要家58戸・取付電力装置容量392キロワット、他の電気事業者に対する供給420キロワット（竜丘電気利用組合20キロワット・伊那電気鉄道400キロワット）であった。
| 長野県下伊那郡 | 千代村・南和田村【一部】（現・飯田市）、 泰阜村、下條村、 富草村・大下条村（現・阿南町）、豊村（現・阿南町・売木村）、 平岡村・神原村【一部】（現・天龍村） |
| 愛知県北設楽郡 | 富山村（現・豊根村） |

### 中央水力の設立

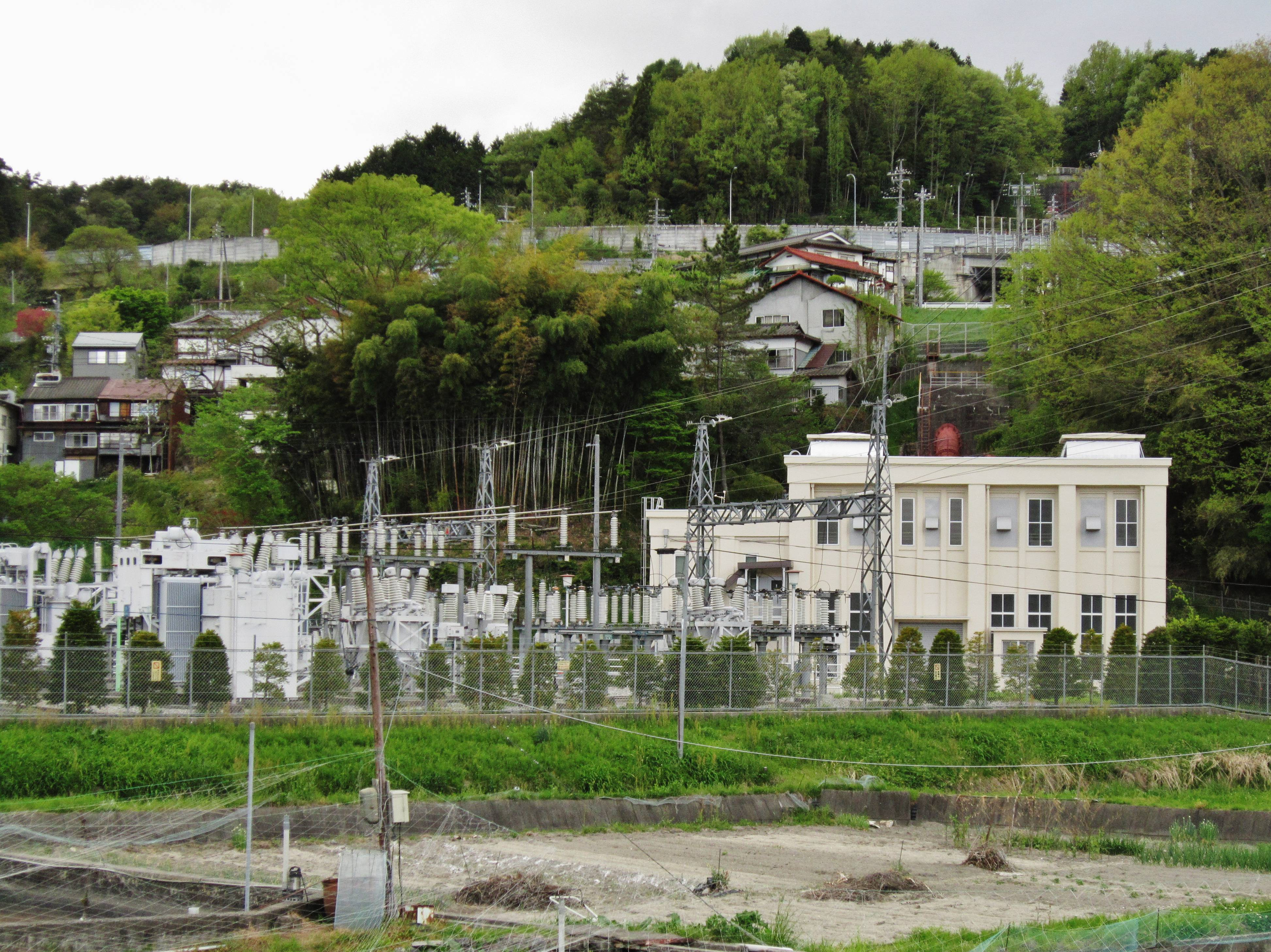
駒場発電所（2012年）

中央電力参加3社の中で最も設立が遅いのは中央水力株式会社であり、その設立は1935年（昭和10年）12月23日であった。東邦電力・中部電力（岡崎）・三河水力電気・伊那電気鉄道の4社共同出資による発電専業の会社で、伊那電気鉄道が水利権を持つ天竜川水系阿知川の1地点と小渋川の2地点の開発を行う目的で設立された。資本金は500万円（設立時125万円払込）。出資者のうち三河水力電気が開発を担当し、開発後は中央水力より中部電力へと売電するという筋書きであった。本社は伊那電気鉄道が入る東京の丸ノ内ビル（麹町区丸ノ内1丁目6番地1）に設置。代表取締役は高石弁治（1937年1月就任）と松本庸之助（設立時に就任）の2名で、高石が社長、松本が専務を務める。高石は前中部電力社長（1936年12月まで在任）、松本は元東邦電力岐阜支店長・福島電灯常務であった。
1937年（昭和12年）10月28日、伊那電気鉄道が南信電気阿知川発電所の上流側にて建設していた阿知川第二発電所（後の駒場発電所）が運転を開始した。中央水力はこれを翌1938年（昭和13年）4月1日付で譲り受け、発電専業の電気事業者として開業した。同発電所は長野県下伊那郡会地村（現・阿智村）に位置し、阿知川（黒川）と本谷川の合流点下流より取水、約2.75キロメートルの導水路により落差を得て発電する水路式発電所である。発電所出力は5,320キロワットで、その発生電力は東邦電力（同年8月中部電力を合併）および伊那電気鉄道へと送電された。うち東邦電力に対する送電は最大4,000キロワットで、天竜川下流側にある豊根発電所とを繋ぐ同社の77キロボルト送電線（阿知川豊根線・亘長41.8キロメートル）が接続した。

## 中央電力の沿革
以下、中央電力の設立経緯と設立後の動きについて記述する。

### 設立の経緯

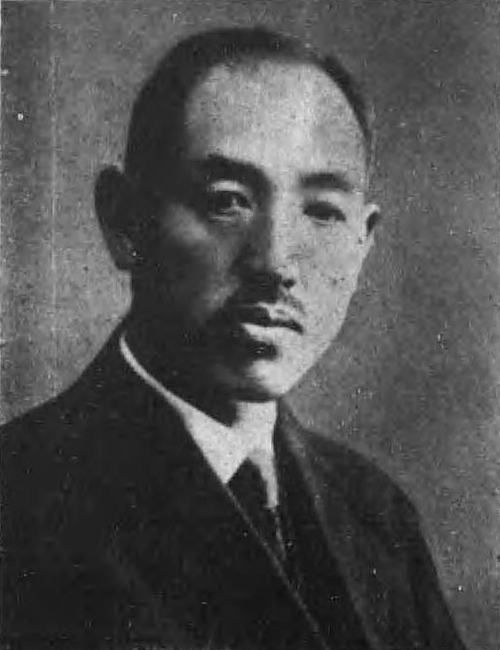
中央電力会長桜木亮三

電気事業を所管する逓信省では、日本発送電設立（1939年）へと至る電力国家管理政策を1930年代後半より推進するようになるが、その過程で全国各地に散在する中小配電事業者の整理・統合を国策として定めた。初期段階では国策配電会社への統合ではなく主要事業者に中小事業者を統合させる方向で動いており、実際に1937年6月に全国の主要事業者に対して隣接事業者を統合するよう勧奨した。中部地方の統制に関して名古屋逓信局の意向は、三河地方では三河水力電気その他を中部電力（岡崎）に、伊那地方では南信電気その他を伊那電気鉄道へと吸収させるというものであったという。
しかしその頃中央水力では、開発専業から脱却すべく奥三河の小事業者豊川電気の買収に乗り出していた。そして豊川電気の株式6000株をすべて取得した上で1937年5月事業の譲り受けを逓信省へと申請した。この動きに対し、逓信省は株式買収価格が払込金額1株12円50銭を上回る1株15円である点、純然たる開発会社に配電事業を持たせるのは統制方針に沿わない点を問題視し、統制の目標である電気料金低下にもつながらないとして申請不承認の方針を固めた。当局を説得するため中央水力側は将来的に東邦電力並に電気料金を引き下げる、他の周辺事業者の統合も進めさらに三河水力電気・南信電気も吸収合併する、という方針を打ち出した。
ところがそれでもなお、逓信省は配電統制の方針と合致しないとして中央水力による統合を認可しない構えであった。このため会社側は中央水力・三河水力電気・南信電気に東邦電力を加えた4社で打開策を練り、その結果、中央水力・三河水力電気・南信電気の3社対等合併にて新会社を設立する方針を固めた。3社は1937年8月21日合併契約に調印し、同年9月15日それぞれ株主総会を開いて新会社設立を承認した。合併契約は3社の対等合併により資本金975万円の新会社中央水力電気株式会社を設立するという内容であった。合併に向けた手続きが済むと3社は直ちに逓信省に対して合併認可を申請したが、新会社の社長に内定した高石弁治が働きかけ続けたものの合併期日とされた1937年12月1日を過ぎても合併認可は下りなかった。
翌1938年（昭和13年）4月、3社の経営陣は三河水力電気区域の電気料金を東邦電力の水準まで引き下げる、豊川電気・旦開水力電気および東邦電力の飛地（愛知県北設楽郡豊根村）も統合に参加させる、という3社合併後の計画を新たに添えて逓信省に対して3社合併の認可を求めた。ここにきて逓信省はようやく合併を認可する意向を固めたが、逓信省内が日本発送電設立に向けた準備で忙しく認可手続きが遅れ、結局3社の合併認可は認可申請から10か月も経った1938年7月26日付となった。合併新会社・中央水力電気の創立総会は同年8月1日に開催。創立総会で事前準備の定款が一部改められたため新会社は中央水力電気改め「中央電力株式会社」の商号で発足している。こうして発足した中央電力では代表取締役として桜木亮三（取締役会長）・高石弁治（取締役社長）・松本庸之助（専務取締役）の3名が就任した。本社は当初東京市麹町区丸ノ内1丁目6番地1に置かれたが、翌1939年（昭和14年）4月に東京市神田区美土代町へと移っている。

### 中小事業の統合
新発足した中央電力では、中小事業者整理の国策に従い1938年12月の豊川電気統合を皮切りに半年間で合計7つの事業を統合し、供給区域を拡大した。それぞれの概要は以下の通り。
豊川電気株式会社
1938年11月30日付で逓信省の事業譲受認可を得て、12月1日付で統合。統合時の資本金は30万円。
供給区域は愛知県のうち北設楽郡田口町・名倉村・段嶺村（現・設楽町）および南設楽郡海老町・鳳来寺村・長篠村（現・新城市）。会社自体は1924年に設立され、田口町において1917年に開業した三河木材電気部（旧・田口電灯）を買収して電気事業を経営していた。
旦開水力電気株式会社
1938年12月24日付で事業譲受認可を得て、翌1939年1月統合を完了。統合時の資本金は10万円。
供給区域は長野県のうち下伊那郡旦開村（あさげむら、現・阿南町）と神原村（現・天龍村）。旦開村の有志に伊那電気鉄道関係者からの出資も加えて設立。旦開村と神原村の境界早木戸川に小発電所を設け、1922年6月に開業した。
東邦電力豊根区域
これのみ事業の一部を譲り受けたもの。1939年3月1日付で東邦電力の供給区域のうち愛知県北設楽郡豊根村の部分を譲り受けた。村内の豊根発電所の存在ゆえ同社は1923年から配電していた。
大野電気株式会社
1939年3月20日付で事業譲受認可を得て、4月統合を完了。統合時の資本金は10万円。
供給区域は愛知県のうち八名郡大野町・南設楽郡長篠村・同郡鳳来寺村（現・新城市）および北設楽郡三輪村（現・新城市・東栄町）。会社自体は1919年に設立され、大野町において1912年に開業した大野製材の電気事業を買収して電気事業を経営していた。
本郷電気製材株式会社
1939年3月30日付で事業譲受認可を得て、4月統合を完了。統合時の資本金は5万円。
供給区域は愛知県のうち北設楽郡本郷町・下川村・園村・御殿村（現・東栄町）および振草村（現・東栄町・設楽町）。1918年12月の開業だが一貫して発電所を持たない配電専業であった。
奥山電灯株式会社
1939年3月30日付で事業譲受認可を得て、4月統合を完了。統合時の資本金は10万円。
供給区域は静岡県のうち周智郡水窪町・城西村（現・浜松市天竜区）。水窪町に設立された小事業者で、町内の河内川に発電所を置いて1919年1月に開業した。
熊村電気合資会社
1939年3月31日付で事業譲受認可を得て、4月統合を完了。統合時の資本金は1万5500円。
供給区域は静岡県のうち磐田郡熊村（現・浜松市天竜区）。村内に小水力発電所を建設し1912年12月に開業した。
以上の事業統合を完了した1939年5月末時点における中央電力の供給成績は、電灯数6万2605灯、電力供給690.0馬力（514.5キロワット）、電熱供給75.1キロワット、ラジオ設置台数2215台、特約電力供給1万3109.1キロワットであった。

### 電源開発の推進

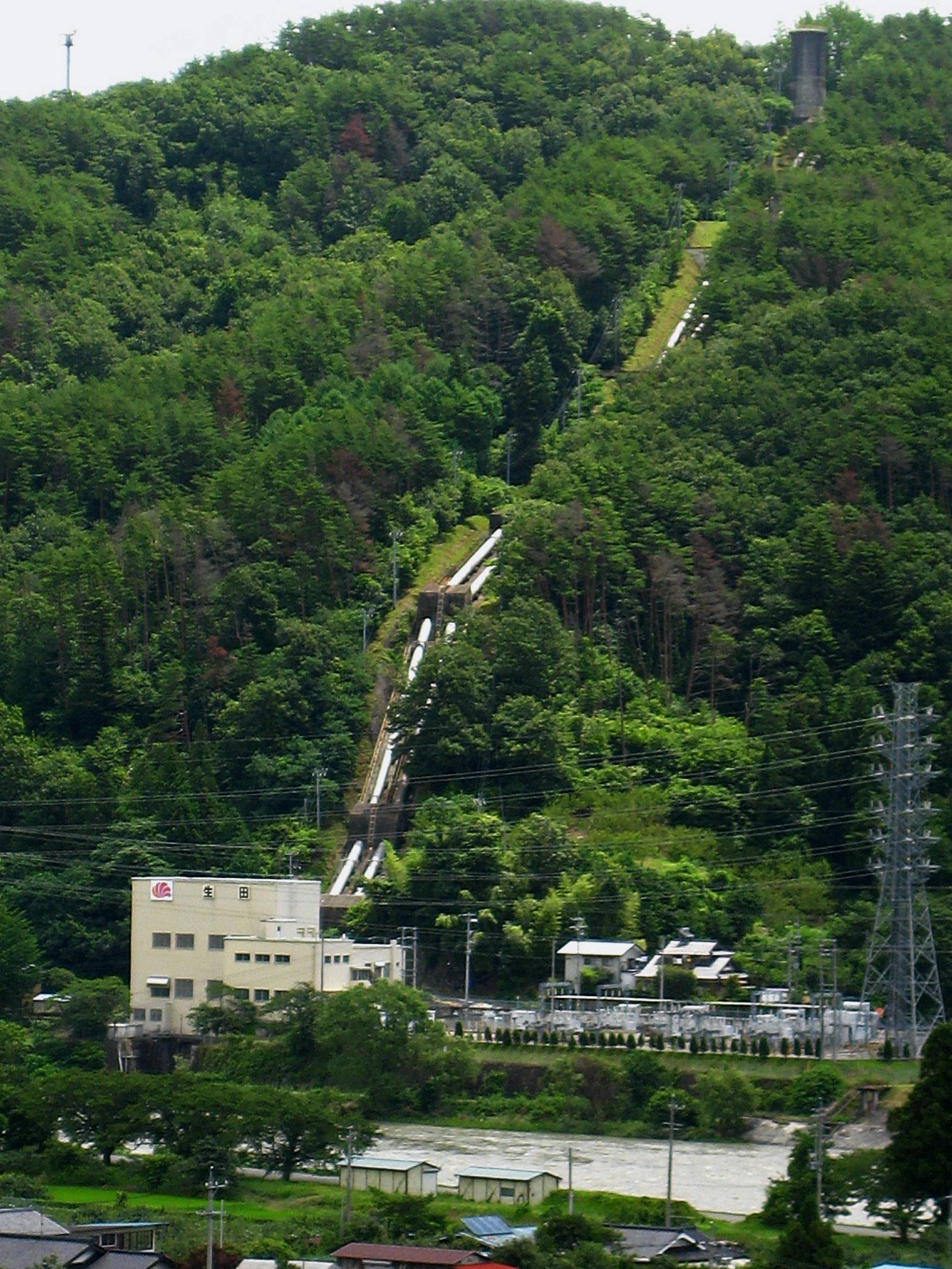
生田発電所（2007年）

以上のように事業者の統合・整理を推進する一方で、中央電力は短期間ではあるが電源開発も展開した。中央電力時代に竣工した水力発電所は長野県内に2か所存在する。
まず1940年（昭和15年）2月、米川発電所が竣工し、25日より運転を開始した。同発電所は下伊那郡泰阜村大字黒見に所在。千代村（現・飯田市）にて天竜川支流の米川より取水、4.6キロメートルの水路により導水して発電する。旧南信電気が1936年5月より土地測量に着手し、翌年7月に水利権・工事実施認可を取得、1938年2月に着工していた。発電所出力は3,250キロワットであり、発生電力は東邦電力へ送電された。
次いで生田発電所の工事が進められた。同発電所は下伊那郡生田村（現・松川町）の宮ヶ瀬に所在。大鹿村の落合地区にて天竜川支流の小渋川より取水し、川沿いの地下水路にて生田村部奈に設けた上部水槽まで導水、落差を得て発電する。発電所出力は2万500キロワット。発電所建設は伊那電気鉄道により計画され、中央水力によって具体化されたのち、中央電力発足後の1939年10月に着工された。翌1940年12月に一部運転を開始し、1941年（昭和16年）3月に竣工をみた。

### 電力国家管理に伴う解散
日中戦争下、当時の第1次近衛文麿内閣によって電力の国家管理政策は具体化され、1938年4月に政府による発電・送電事業の管理を盛り込んだ「電力管理法」の公布に至る。それを受けて発送電の管理を行う企業として国策会社日本発送電株式会社が翌1939年4月に発足し、国内の主要な電力設備を民間計33事業者から接収した。だがこれら一連の第1次電力国家管理は不徹底（例えば発電所の出資は火力発電所のみである）に終わったとみなされ、第2次近衛内閣では水力発電所の出資と配電事業の統合を盛り込んだ第2次電力国家管理案の策定が進められた。そして政府は1941年（昭和16年）4月に電力管理法施行令を改正し、5月に計27事業者、8月に計23事業者に対して日本発送電へ水力発電所を含む電力設備の出資を命じる。加えて配電事業については1941年8月に「配電統制令」を公布し、全国を9地区に分割して各地区に1社ずつ国策配電会社を設立、配電会社に各地区の民間事業者を統合する方針を打ち出した。
1939年に日本発送電が発足した際にはまだ設備の出資者に中央電力は含まれなかったが、1941年10月1日に実施された第1次出資、および1942年（昭和17年）4月1日に実施された第2次出資では日本発送電への設備出資を命じられた。出資設備は、第1次出資では生田発電所、第2次出資では駒場・阿知川・米川・越戸の4発電所と米川・阿知川両発電所を結ぶ阿知川米川送電線である。出資設備評価額と出資の対価である日本発送電株式（額面50円払込済み）交付数は、第1次出資分が874万2746円・17万4854株、第2次出資分が611万7223円・12万2344株であった。
続く配電統制令では、1941年9月、国策配電会社中部配電株式会社の設立を指令された。中央電力が出資すべきとされたのは見代など計6発電所と送電設備2路線、変電所2か所、それに長野県・静岡県・愛知県にあった配電設備・需要者屋内設備・営業設備の一切である。統合は1942年4月1日付で実施に移された。出資設備の評価額は210万7853円であり、その対価として中部配電の額面50円全額払込済み株式4万2157株（払込総額210万7850円）と現金3円の交付をうけている。
電力国家管理に向けた手続きが進む中、中央電力側では1942年1月15日株主総会を開いて中部配電設立委員会が作成した中部配電設立に関する書面を承認。次いで同年3月13日、臨時株主総会を開き会社の解散を議決する。そして日本発送電への第2次出資と中部配電への設備出資の日付である1942年4月1日付で解散した。

## 年表

### 三河水力電気
- 1924年（大正13年）

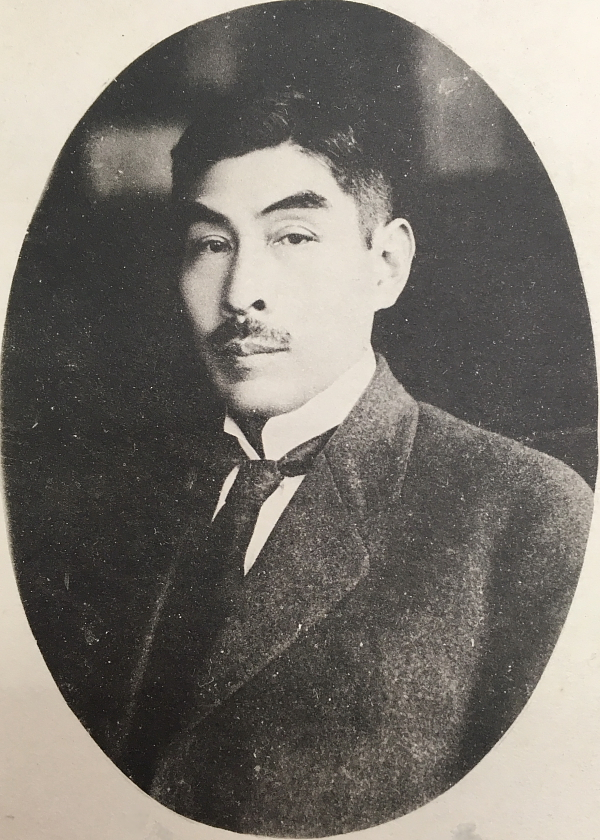
初代代表取締役松永安左エ門

  - 11月24日 - 三河水力電気株式会社設立。資本金100万円、本店東京市麹町区永楽町1丁目1番地、代表取締役松永安左エ門[4]。
- 1927年（昭和2年）
  - 5月30日 - 松永に代わり神野金之助・桜木亮三が代表取締役に就任[10]。神野は社長、桜木は専務に選出[95]。
  - 12月1日 - 本店を名古屋市中区南大津町2丁目4番地に移転[20]。
- 1928年（昭和3年）
  - 7月23日 - 東三電気を合併[24]、資本金187万5000円となる[27]。
- 1929年（昭和4年）
  - 12月1日 - 越戸発電所運転開始[19]。
- 1930年（昭和5年）
  - 8月1日 - 本店を名古屋市中区西松枝町1番地に再移転[96]。
- 1932年（昭和7年）
  - 4月8日 - 代表取締役神野金之助辞任[97]。
  - 5月25日 - 代表取締役社長に藍川清成就任[30]。
- 1935年（昭和10年）
  - 9月12日 - 倍額増資を決議[29]、資本金375万円となる[27]。
- 1936年（昭和11年）
  - 5月22日 - 桜木亮三が代表取締役社長に昇格[31]。

### 南信電気
- 1920年（大正9年）
  - 4月28日 - 南信電気株式会社設立。資本金100万円、本店長野県下伊那郡竜丘村大字時又524番地1号[33]。
- 1922年（大正11年）
  - 4月20日 - 供給事業開業（事業開始届出は14日付）[41]。
- 1923年（大正12年）
  - 1月6日 - 阿知川発電所（出力350キロワット）の使用認可[41]。
- 1926年（大正15年）
  - 11月30日 - 阿知川発電所の増設工事竣工（出力450キロワット増）。同時に伊那電気鉄道に対する送電開始[46]。

### 中央水力
- 1935年（昭和10年）
  - 12月23日 - 中央水力株式会社設立。資本金500万円、本店東京市麹町区丸ノ内1丁目6番地1、代表取締役松本庸之助[50]。
- 1937年（昭和12年）
  - 1月26日 - 代表取締役に高石弁治が就任[53]。
- 1938年（昭和13年）
  - 4月1日 - 伊那電気鉄道から阿知川第二（駒場）発電所を譲り受け開業[52]。

### 中央電力
- 1937年（昭和12年）
  - 8月21日 - 三河水力電気・南信電気・中央水力3社の合併契約調印[61]。
- 1938年（昭和13年）
  - 7月26日 - 逓信省より3社合併認可[63]。
  - 8月1日 - 3社合併により中央電力株式会社設立。資本金975万円、本店東京市麹町区丸ノ内1丁目6番地1[2]、代表取締役桜木亮三（会長）・高石弁治（社長）・松本庸之助（専務）[63]。
  - 12月1日 - 豊川電気の事業を譲り受ける[66]。
- 1939年（昭和14年）
  - 1月 - 旦開水力電気の事業を譲り受ける[70]。
  - 3月1日 - 豊根村における東邦電力の事業を譲り受ける[71]。
  - 4月 - 大野電気・本郷電気製材・奥山電灯・熊村電気の事業を譲り受ける[70]。
  - 4月17日 - 本店を東京市神田区美土代町24番地2に移転[65]。
- 1940年（昭和15年）
  - 2月25日 - 米川発電所運転開始[78]。
  - 4月23日 - 社長高石弁治死去につき専務松本庸之助が社長兼任[78]。
  - 12月 - 生田発電所運転開始[80]。
- 1941年（昭和16年）
  - 10月1日 - 生田発電所を日本発送電に出資（第1次）[87][98]。
- 1942年（昭和17年）
  - 3月13日 - 株主総会にて会社解散を決議[1]。
  - 4月1日 - 駒場・阿知川・米川・越戸の4発電所などを日本発送電に出資（第2次）[88][98]。残余の発電所と送電・配電設備を中部配電に出資[89][98]。これに伴い中央電力は解散[1]。

## 供給区域一覧
1939年（昭和14年）12月末時点における中央電力の電灯・電力供給区域は以下の通り。
| 愛知県 | 南設楽郡 （2町5村） | 郡内全町村 新城町・千郷村・東郷村・作手村・長篠村・鳳来寺村・海老町（現・新城市）                                                                                          |
| 愛知県 | 八名郡 （1町7村）   | 金沢村・大和村（現・豊川市）、 賀茂村・石巻村（現・豊橋市）、 八名村・舟着村・山吉田村・大野町（現・新城市）                                                               |
| 愛知県 | 宝飯郡 （1村）      | 一宮村（現・豊川市） |
| 愛知県 | 北設楽郡 （2町9村） | 田口町・段嶺村・名倉村（現・設楽町）、振草村（現・設楽町・東栄町）、 本郷町・下川村・御殿村・園村（現・東栄町）、三輪村（現・東栄町・新城市） 豊根村、富山村（現・豊根村） |
| 静岡県 | 引佐郡 （1村）      | 鎮玉村（現・浜松市浜名区） |
| 静岡県 | 磐田郡 （1町3村）   | 浦川町・佐久間村・山香村・熊村（現・浜松市天竜区） |
| 静岡県 | 周智郡 （1町1村）   | 水窪町・城西村（現・浜松市天竜区） |
| 長野県 | 下伊那郡 （10村）   | 平岡村・神原村（現・天龍村）、 大下条村・旦開村・富草村（現・阿南町）、豊村（現・阿南町・売木村）、 泰阜村、下條村、 千代村・南和田村【一部】（現・飯田市）                |

上表の地域は1942年4月に発足した中部配電の指定配電区域（愛知・静岡・長野・岐阜・三重の5県）に該当しており、中央電力が持つ域内の配電設備・需要者屋内設備は中部配電へと引き継がれた。

## 発電所一覧
中央電力が保有していた発電所は以下の通り。すべて水力発電所である。
| 発電所名 | 出力 (kW) | 所在地                                  | 河川名             | 運転開始       | 備考                                                              |
| -------- | --------- | --------------------------------------- | ------------------ | -------------- | ----------------------------------------------------------------- |
| 生田     | 20,500    | 長野県下伊那郡生田村 （現・松川町）     | 天竜川水系小渋川   | 1940年12月     | 現・中電生田発電所                                                |
| 駒場     | 5,320     | 長野県下伊那郡会地村 （現・阿智村）     | 天竜川水系阿知川   | （1937年10月） | 伊那電気鉄道が建設 1940年5月阿知川第二から改称 現・中電駒場発電所 |
| 阿知川   | 350 →800  | 長野県下伊那郡下條村                    | 天竜川水系阿知川   | 1923年1月      | 南信電気が建設 1926年11月出力増 現・中電阿知川発電所              |
| 米川     | 3,250     | 長野県下伊那郡泰阜村                    | 天竜川水系米川     | 1940年2月      | 現・中電米川発電所                                                |
| 新野川   | 38        | 長野県下伊那郡神原村 （現・天龍村）     | 天竜川水系早木戸川 | （1922年6月）  | 前所有者：旦開水力電気 1960年4月廃止                              |
| 河内川   | 50        | 静岡県磐田郡浦川町 （現・浜松市天竜区） | 天竜川水系河内川   | （1920年12月） | 前所有者：三河水力電気 1954年6月廃止                              |
| 水窪     | 40        | 静岡県周智郡水窪町 （現・浜松市天竜区） | 天竜川水系河内川   | （1919年1月）  | 前所有者：奥山電灯 1939年1月河内川から改称 1952年10月廃止         |
| 大名倉   | 80        | 愛知県北設楽郡名倉村 （現・設楽町）     | 豊川水系大名倉川   | （1917年3月）  | 前所有者：豊川電気 1955年5月廃止                                  |
| 見代     | 360       | 愛知県南設楽郡作手村 （現・新城市）     | 豊川水系巴川       | （1908年5月）  | 前所有者：三河水力電気 1959年6月廃止                              |
| 葭ヶ滝   | 28        | 愛知県南設楽郡長篠村 （現・新城市）     | 豊川水系三輪川     | （1920年12月） | 前所有者：大野電気 1955年9月廃止                                  |
| 越戸     | 7,500     | 愛知県西加茂郡猿投村 （現・豊田市）     | 矢作川             | 1929年12月     | 三河水力電気が建設 現・中電越戸発電所                             |

発電所のうち、1941年（昭和16年）10月1日に生田発電所を、1942年（昭和17年）4月1日に駒場・阿知川・米川・越戸の4発電所をそれぞれ日本発送電に出資した。残りの新野川・河内川・水窪・大名倉・見代・葭ヶ滝の6発電所は1942年4月1日に中部配電へと出資されている。いずれも太平洋戦争後の電力事業再編で1951年（昭和26年）より中部電力株式会社に帰属したが、中部配電に帰属していた6発電所は1960年までにすべて廃止され、現存しない。

## 役員一覧
1938年8月1日に開かれた中央電力の創立総会において選出された役員は以下の15名である。
- 代表取締役 ：
  - 桜木亮三 ： 会長[63]。発足前は三河水力電気社長兼中央水力取締役[54]。社外では伊那電気鉄道社長を兼ねる[55]。
  - 高石弁治 ： 社長[63]。発足前は中央水力社長兼三河水力電気取締役[54]。1936年まで中部電力（岡崎）社長を務めていた[55]。
  - 松本庸之助 ： 専務兼営業部長[105]。発足前は中央水力専務[54]。
- 取締役 ：
  - 中村光四郎 ： 常務兼技術部長[105]。発足前は中央水力取締役兼主任技術者[54]。
  - 加藤乙三郎 ： 常務兼総務部長[105]。発足前は中央水力取締役[54]。
  - 寺田義勝 ： 常務兼経理部長[105]。発足前は三河水力電気取締役兼支配人[54]。
  - 島岡三蔵 ： 発足前は南信電気社長兼専務[35]。長野県下伊那郡千代村の人物[106]。
  - 松下脩一郎 ： 発足前は中央水力取締役[54]。長野県飯田市の人物[107]。
  - 赤司勳一 ： 発足前は中央水力取締役[54]。社外では伊那電気鉄道常務を兼ねる[108]。
  - 藍川清英 ： 発足前は三河水力電気取締役[54]。愛知県名古屋市の人物で藍川清成の長男[109]。
- 監査役 ：
  - 松永安左エ門 ： 東邦電力社長[55]。
  - 神野金之助 ： 発足前は三河水力電気取締役兼中央水力監査役[54]。名古屋市の地主・実業家[13]。
  - 井手徳一 ： 発足前は中央水力監査役[54]。東邦証券保有社長（元東邦電力取締役）[110]。
  - 杉浦英一 ： 発足前は中央水力監査役[54]。1937年まで中部電力（岡崎）社長を務めていた[55]。
  - 鈴木摠一郎 ： 名古屋市の材木商で鈴木摠兵衛の長男[111]。

発足時の役員のうち取締役の赤司勳一と監査役の松永安左エ門は1938年12月に辞任したため、同月その補欠として取締役に生垣賢造（元中央水力監査役、伊那電気鉄道常務兼任）、監査役に加藤農夫（三菱銀行会長加藤武男の弟）がそれぞれ選出される。次いで1940年（昭和15年）3月に社長の高石弁治が死去し、同年4月松本庸之助が後任社長（社長兼専務）となった。補欠取締役には同年6月青木清（青木鎌太郎の長男で東京ガス社員）が選ばれている。以後役員に変動はなかった。
中央電力解散時の役員のうち会長桜木亮三と社長兼専務松本庸之助は1942年4月中部配電の発足とともに同社の理事（取締役に相当）へと転じた。